# Carlos Leon
Carlos Leon, född 10 juli 1966, är en amerikansk skådespelare och personlig tränare med latinskt ursprung. Han har haft en relation med sångerskan Madonna, med vilken han har dottern Lourdes (född 1996).
Som skådespelare han bland annat medverkat i TV-serien Oz, i rollen som internen Carlos Martinez.